# 저스틴 저마노
저스틴 윌리엄 저마노(영어: Justin William Germano, 1982년 8월 6일 ~ )는 미국 국적의 투수이자, 전  메이저 리그  선수이다.

## 미국 프로야구 시절
2000년 클레어몬트 고등학교를 졸업하고, 같은 해 신인 지명 회의에서 샌디에이고 파드리스의 13라운드 지명을 받고 입단한다.
샌디에이고 파드리스에서 2004년 5월 22일 처음으로 메이저 리그에 승격되어 필라델피아전에 선발 출장하였고, 체이스 어틀리에게 3점 홈런을 허용했지만, 5이닝, 44구, 5피안타, 5탈삼진, 4실점으로 첫 등판과 더불어 첫 승리까지 거머쥐었다.
2005년 5월 22일, 조 랜다의 보상 선수로 트레비스 칙과 함께 신시내티 레즈로 이적, 2개월 후 7월 31일, 릴 코미어와의 트레이드로 필라델피아 필리스로 이적한다. 2007년 웨이버 공시를 거쳐 샌디에이고에 복귀했다. 이 시즌에는 23경기에 선발 등판해, 7승 10패, 4.46의 평균 자책점을 기록하였다.

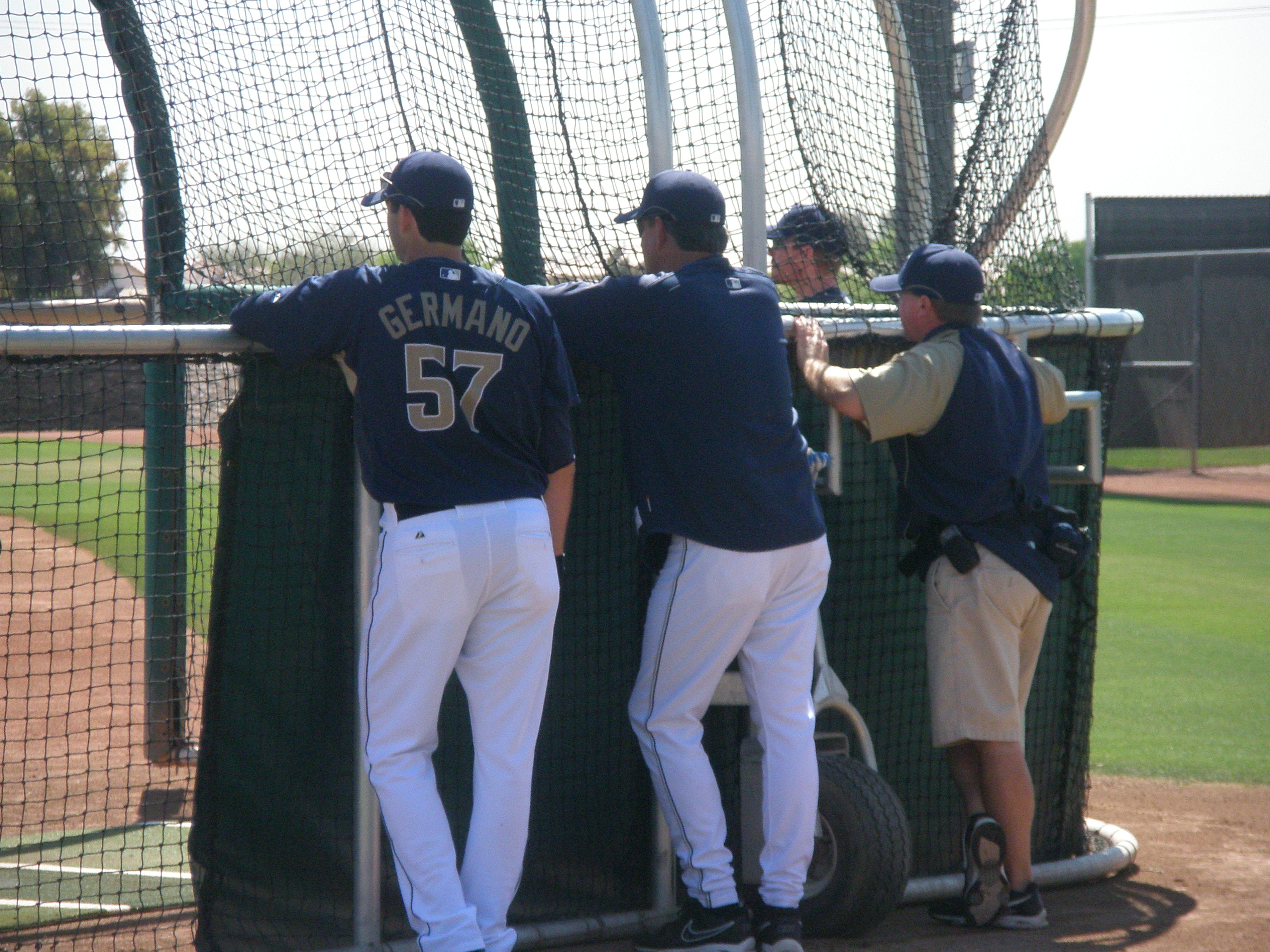
2008 스프링 캠프 중 저마노 (왼쪽)

2008년 5월 22일, 샌디에이고 파드리스 산하 트리플 A로 강등되었고, 시즌 종료 후 FA 자격을 얻어 소프트뱅크로 이적한다.

## 일본 프로야구 시절
2009년 6월 6일, 대 히로시마전에서 첫 선발 등판에 첫 승리(강우 콜드로 인해 완투승)까지 거두었다. 같은 해 6월 13일 요미우리전에서 승리해 승리 투수가 되었으며, 이 승리로 소프트뱅크는 양대 리그제 이후 구단 통산 4,000승을 달성하였다. 14경기에 등판해 5승 4패의 성적을 거두었고, 소프트뱅크 구단은 저마노의 잔류를 원했지만 그는 미국에서 뛰고 싶다는 뜻을 전하며 재계약하지 않고 12월 2일부로 퇴단하였다.

## 미국 프로야구 복귀
후쿠오카 소프트뱅크 호크스 퇴단 후 클리블랜드 인디언스 산하 마이너 리그로 이적했고, 2010년 7월 30일, 메이저로 콜업된 후에는 주로 중간 계투로 23경기에 등판했다. 2011년 7월 26일에는 트리플 A 시라큐스 치프스를 상대로 퍼펙트 게임을 달성하였고 이후 삼성 라이온즈에 이적하였다.

## 한국 프로야구 시절

### 삼성 라이온즈시절
삼성으로 이적한 후 2군에서 실전 감각을 끌어올리고 1군 실전에 투입된 8월 18일 문학 SK전에서 6이닝, 무실점, 3피안타, 1사사구, 4삼진으로 데뷔전을 퀄리티 피칭으로 장식하였으며, 모두 86개의 공을 던져 57개의 스트라이크와 29개의 볼을 기록하였다. 대한민국 데뷔전에서 환상적인 커브로 팬들을 매료시켰다. 그러나 시즌 후 재계약에 있어서 삼성 라이온즈와 연봉에 대해 크게 이견을 보여 재계약을 거절하여 임의탈퇴된 후 미국으로 돌아갔다.

## 미국 프로야구 재복귀
보스턴 레드삭스로 이적하여 다시 메이저 리그에 올라갔다. 그러나 메이저 리그로 승격된 지 얼마 되지 않아 보스턴 레드삭스에서 지명 할당되었고 이후 시카고 컵스에 현금 트레이드되었다. 2013년에는 토론토 블루제이스와 마이너 계약을 맺었으나, 그 해 5월 3일에 지명 할당되었다. 삼성을 떠나는 대신 친분이 있었던 미치 탈보트를 소개하여 탈보트의 삼성 입단에 도움을 주었다.
2015년 7월 2일 삼성 라이온즈가 그에 대한 보류권을 포기함과 동시에 필 어윈의 대체선수로 KT 위즈에 입단하면서 4년만에 KBO 리그에 복귀한다.

## 한국 프로야구 복귀

### KT 위즈시절
자진해서 나선 2군 무대 첫 경기에서 3이닝 5실점을 기록했다.

2015 시즌 15경기에 등판해 3승 6패, 평균자책점 4.93을 기록하였다.

## 미국 프로야구 복귀
2015년 시애틀 매리너스로 이적(마이너)하였다.

## 투구 스타일
미묘하게 움직이는 130~140 km/h의 직구와 체인지업, 100 km/h의 완만한 커브를 사용한다. 빠른 구속으로 압박하기보다 타자의 타이밍을 빼앗는 것이 특징이다. 하지만 빠른 구속이 아닌 점으로 인해 류중일 감독이 아쉬워하였다.

## 연도별 성적
| 연도        | 소속        | 등 판 | 선 발 | 완 투 | 완 봉 | 승 | 패 | 세 이 브 | 홀 드 | 승률 | 타자 | 이닝  | 피 안 타 | 피 홈 런 | 사 구 | 고의 사구 | 死 구 | 삼 진 | 폭 투 | 보 크 | 실 점 | 자 책 점 | 방 어 율 | WHIP |
| ----------- | ----------- | ----- | ----- | ----- | ----- | -- | -- | -------- | ----- | ---- | ---- | ----- | -------- | -------- | ----- | --------- | ----- | ----- | ----- | ----- | ----- | -------- | -------- | ---- |
| 2004년      | SD          | 7     | 5     | 0     | 0     | 1  | 2  | 0        | 0     | .333 | 109  | 21.1  | 31       | 2        | 14    | 0         | 0     | 16    | 0     | 0     | 24    | 21       | 8.86     | 2.11 |
| 2006년      | CIN         | 2     | 1     | 0     | 0     | 0  | 1  | 0        | 0     | .000 | 31   | 6.2   | 8        | 1        | 3     | 1         | 1     | 8     | 0     | 0     | 4     | 4        | 5.40     | 1.65 |
| 2007년      | SD          | 26    | 23    | 0     | 0     | 7  | 10 | 0        | 0     | .412 | 566  | 133.1 | 133      | 14       | 40    | 3         | 8     | 78    | 1     | 0     | 72    | 66       | 4.46     | 1.30 |
| 2008년      | SD          | 12    | 6     | 0     | 0     | 0  | 3  | 0        | 0     | .000 | 194  | 43.2  | 54       | 8        | 13    | 2         | 1     | 17    | 4     | 0     | 31    | 29       | 5.98     | 1.53 |
| 2009년      | 소프트뱅크  | 14    | 13    | 1     | 0     | 5  | 4  | 0        | 0     | .556 | 328  | 76.0  | 92       | 6        | 10    | 0         | 6     | 42    | 0     | 2     | 40    | 37       | 4.38     | 1.34 |
| 2010년      | CLE         | 23    | 1     | 0     | 0     | 0  | 3  | 0        | 2     | .000 | 146  | 35.1  | 27       | 6        | 8     | 1         | 6     | 29    | 0     | 0     | 15    | 13       | 3.31     | 0.99 |
| MLB : 5시즌 | MLB : 5시즌 | 70    | 36    | 0     | 0     | 8  | 19 | 0        | 2     | .296 | 1046 | 240.1 | 253      | 31       | 78    | 7         | 16    | 148   | 5     | 0     | 146   | 133      | 4.98     | 1.38 |
| NPB : 1시즌 | NPB : 1시즌 | 14    | 13    | 1     | 0     | 5  | 4  | 0        | 0     | .556 | 328  | 76.0  | 92       | 6        | 10    | 0         | 6     | 42    | 0     | 2     | 40    | 37       | 4.38     | 1.34 |

- 2010 시즌 종료 시점

### 개인 기록
NPB 투수 기록
- 첫 등판, 첫 선발, 첫 승리, 첫 완투 : 2009년 6월 6일, 대 히로시마 도요 카프 4차전 (MAZDA Zoom-Zoom 스타디움 히로시마), 6이닝 2안타 1실점 (콜드 게임).

- 첫 탈삼진 : 2009년 6월 13일, 대 요미우리 자이언츠 3차전 (후쿠오카 돔), 3회초 상대 타자 : 오가사와라 미치히로

NPB 타자 기록
- 첫 안타, 첫 타점 : 2009년 6월 6일, 대 히로시마 도요 카프 4차전 (MAZDA Zoom-Zoom 스타디움 히로시마), 3회초 상대 투수 아오키 다카히로에게서 우중간 적시 2루타를 빼앗아냈다.

### 등번호
- 47 (2004년, 2012년)
- 57 (2006년 ~ 2008년)
- 34 (2009년)
- 39 (2010년 ~ 2011년)
- 35 (2011년)
- 41 (2012년 ~ 2015년)
- 37 (2015년)